# Арлі Рассел Гохшильд
Арлі Рассел Гохшильд (англ. Arlie Russell Hochschild, [ˈhoʊkʃɪld]; нар. 15 січня 1940) — американська професорка соціології, почесна професорка Каліфорнійського університету в Берклі, а також письменниця. Гохшильд тривалий час зосереджується на дослідженні людських емоцій, які лежать в основі моральних переконань, соціальних практик і суспільного життя загалом.
Вона є авторкою десяти книг, зокрема «Вкрадена гордість: втрата, сором і піднесення правих» (Stolen Pride: Loss, Shame, and the Rise of the Right, The New Press, 10 вересня 2024 р.), у якій досліджує життя містечка в Аппалачах, що бореться за виживання, зосереджуючи увагу на політичному дискурсі навколо теми незаслужено втраченої гідності.   Цю книгу Барак Обама включив до списку десяти своїх «улюблених книг 2024 року».
«Вкрадена гордість» є своєрідним продовженням попередньої праці Гохшильд — «Чужі на своїй землі: гнів і жалоба американських правих» (Strangers in Their Own Land: Anger and Mourning on the American Right), яка стала бестселером New York Times і фіналістом Національної книжкової премії. Журналіст Дерек Томпсон охарактеризував її як «Розеттський камінь» для розуміння політичного піднесення Дональда Трампа.
У цих та інших книгах Гохшильд продовжує соціологічну традицію Ч. Райта Міллса, встановлюючи зв’язки між приватними проблемами та суспільними питаннями. У межах цього підходу вона аналізує способи, за допомогою яких ми розпізнаємо, звертаємо увагу, оцінюємо, викликаємо та пригнічуємо — тобто управляємо — емоціями. Вона застосовує цей підхід до аналізу сімейного, трудового та політичного життя.  Її роботи перекладені 17 мовами.
Окрім наукової діяльності, Гохшильд є авторкою дитячої книжки під назвою «Колін — дівчина-питання» (Colleen the Question Girl), ілюстрованої Гейл Ешбі.

## Біографія
Арлі Гохшильд народилася в Бостоні, штат Массачусетс, у родині Рут Ален (до шлюбу Ліббі) та Френсіса Генрі Рассела, дипломата, який служив у Ізраїлі, Новій Зеландії, Гані та Тунісі .  У своїй книзі "Чужі на своїй землі" вона згадує, що її перший досвід спілкування з людьми, які відрізняються від неї, походить із власного дитячого переконання, що вона була «татовою помічницею» — хоча, як вона згодом усвідомила, він сам, ймовірно, так не думав.
1965 року вона одружилася з письменником Адамом Гохшильдом. У шлюбі народила двох синів — Девід і Габріель. 1964 року Арлі та Адам брали участь у русі за громадянські права у Віксбурзі, штат Міссісіпі.

### Освіта та академічна кар'єра
Гохшильд закінчила Свортмор-коледж 1962 року, здобувши ступінь бакалавра з міжнародних відносин. Здобула ступені магістра (1965) і доктора філософії (1969) у Каліфорнійському університеті в Берклі, до якого приєдналася як викладачка після роботи в Університеті Каліфорнії в Санта-Крусі  1969–1971 роках.

## Галузі досліджень
Використовуючи глибинні інтерв’ю та тривале спостереження, Арлі Гохшильд занурювалася у різноманітні соціальні світи, щоб дослідити механізми емоційної взаємодії, ролі, ідентичність та соціальні зміни. Вона писала про мешканців малозабезпеченого житлового комплексу для людей похилого віку у своїй першій книзі «Несподівана спільнота» (The Unexpected Community, 1973); про стюардес і працівників служби стягнення боргів, які здійснюють так звану емоційну працю, у знаковій праці «Кероване серце» (The Managed Heart, ⁣ 1983); про працюючих батьків, які намагаються справедливо розподілити обов’язки догляду за дітьми та хатньої роботи, у «Другій зміні» (The Second Shift, 1989, співавтор  А. Мачунґ); про корпоративних працівників, які функціонують у культурі трудоголізму, у книзі «Часова зв’язка» (The Time Bind, 1997).
Гохшильд також брала інтерв’ю у працівників сервісної сфери, які виконують емоційну працю від імені інших: доглядальниць за дітьми й людьми похилого віку, весільних організаторів, помічників з онлайн-знайомств. Ці дослідження стали основою книги «Аутсорсована самість» (The Outsourced Self, ⁣ 2012). Спільно з іншими авторками вона також досліджувала досвід філіппінських жінок, які покидають власні родини, щоб працювати няньками в американських сім’ях, у збірці «Глобальна жінка» (Global Woman, 2003)
У збірці есеїв «То як справи в родині та інші» (So How’s the Family? And Other Essays, 2013) вона порушує питання емоційної праці: коли ми її виконуємо добровільно, а коли — ні? — а також проблеми емпатії та стратегії «знаходження сенсу» в умовах дефіциту часу на родину.
Її два найновіші дослідницькі проєкти зосереджені на соціальних основах політичного піднесення американських правих. У книзі «Чужі на своїй землі» (Strangers in Their Own Land, 2016) вона провела п’ятирічне етнографічне дослідження у Луїзіані серед прихильників руху «Чайна партія». Вона ставить складні запитання: чому мешканці другого найбіднішого штату США голосують за політиків, які виступають проти федеральної допомоги? Чому виборці в регіоні з одним із найвищих рівнів забруднення довкілля підтримують кандидатів, які протидіють екологічному регулюванню? У пошуках відповідей вона формулює поняття «глибока історія» (deep story) — емоційно забарвлену оповідь, яку поділяє спільнота і яка допомагає їй інтерпретувати свій досвід.
Книга стала фіналістом Національної книжкової премії та увійшла до списку десяти найкращих документальних книг десятиліття за версією Бостонської публічної бібліотеки
У своїй майбутній книзі «Вкрадена гордість: втрата, сором і піднесення правих» (Stolen Pride: Loss, Shame, and the Rise of the Right, ⁣ 2024) Гохшильд досліджує життя у найбілішому та другому найбіднішому окрузі США. У цьому регіоні співпало одразу кілька криз: вугільна промисловість зазнала краху, розгорнулася хвиля опіоїдної залежності, а  2017 року до міста мав прибути марш білих націоналістів — попередник сумнозвісного мітингу «Об’єднаймо правих» у Шарлотсвіллі, штат Вірджинія. Цей округ голосував за Дональда Трампа з розгромною перевагою — 80 % голосів  2016 і 2020 роках.
Гохшильд досліджує культуру гордості мешканців регіону, а також соціальні наслідки нав’язаного почуття сорому. Через цю призму вона пропонує розуміння сучасної американської політики, а також — ширших історичних і культурних процесів.

### Емоції в соціальному житті: почуття панують та емоційна праця
Гохшильд стверджує, що людські емоції — радість, смуток, гнів, захоплення, ревнощі, заздрість, відчай — частково є соціальними. Кожна культура, на її думку, надає своїм членам прототипи почуттів, які, подібно до різних клавіш на фортепіано, налаштовують нас на певні внутрішні ноти. Наприклад, вона наводить приклад таїтян, у мові яких існує одне слово — «хворий», що охоплює спектр переживань, які в західній культурі поділяються на заздрість, депресію, горе чи смуток. Тобто культура визначає не лише те, що ми можемо відчувати, а й те, що ми визнаємо як почуття. Вона керує актом розпізнавання емоцій, пропонуючи соціально схвалений репертуар почуттів.
У своїй книзі «Кероване серце» (The Managed Heart, 1983) Гохшильд цитує чеського письменника Мілана Кундеру, який звертає увагу на слово «літість» — складне поняття, що описує невизначене прагнення, змішане з докором сумління і горем. Це емоційне сузір’я, зауважує Гохшильд, не має точного відповідника в жодній іншій мові. Проте це не означає, що люди з інших культур ніколи не переживають літість — радше, їх просто не «запрошують» розпізнати й висловити саме це почуття.
Ми не просто відчуваємо те, що відчуваємо, — припускає Гохшильд. Ми намагаємося почуватися так, як нам здається доречно або як ми вважаємо, що повинні почуватися згідно з соціально сформованими правилами почуттів (feeling rules) І цей процес саморегуляції та регулювання емоцій є суттю того, що вона називає емоційною працею (emotional labor).
У «Керованому серці» Гохшильд детально аналізує роботу бортпровідників, яких навчають стримувати власні почуття страху чи тривоги у небезпечних ситуаціях (наприклад, під час турбулентності) та контролювати емоції пасажирів, викликаючи в них спокій і довіру Колектори боргів, як вона показує, також піддаються емоційному тренуванню: їх навчають уявляти боржників як ледачих або нечесних, щоби легше було відчувати до них недовіру, презирство або страх — емоції, які «допомагають» їм ефективніше виконувати свою роботу.
З поширенням сфери послуг в економіці зростає й обсяг емоційної праці. У період пандемії COVID-19, зазначає Гохшильд, багато працівників першої лінії (медики, продавці, соціальні працівники) змушені придушувати тривогу за власне життя та здоров’я своїх родин, одночасно маючи справу з панікою, злістю або агресією клієнтів і пацієнтів
Емоційна праця, за спостереженням Гохшильд, стала глобальною. У своєму есеї «Кохання та золото» (Love and Gold), вміщеному у збірці "Global Woman" (2003), вона описує ситуацію іммігранток-доглядальниць, які залишають своїх дітей, чоловіків або літніх батьків у країнах Глобального Півдня — на Філіппінах, у Мексиці, Гватемалі чи Перу — щоб доглядати за дітьми або людьми похилого віку в заможних сім’ях Глобальної Півночі Вони не лише стикаються з особистим горем, спричиненим розлукою, а й зобов’язані виконувати інтенсивну емоційну працю: розвивати щиру прихильність до «чужих» дітей чи літніх людей і приховувати водночас страждання за своїми власними. Гохшильд називає це глобальним ланцюгом турботи (global care chain) — процесом, у якому емоційна праця передається з однієї жінки іншій, через континенти й соціальні класи.

### Робота та сім'я
У своїх пізніших працях Арлі Гохшильд застосовує свій підхід до емоцій до аналізу американської родини. У книзі «Друга зміна» (The Second Shift, 1989) вона вводить поняття «застопореної революції» (stalled revolution), аби описати ситуацію, коли більшість жінок працюють поза домом — тобто феміністична революція вийшла за межі приватної сфери — але структура праці, а також ставлення чоловіків до домашніх обов’язків не зазнали настільки ж глибоких змін. У результаті жінки опиняються перед подвійним тягарем: оплачувана праця не замінила, а лише додалася до їхньої роботи в домогосподарстві
Гохшильд також аналізує розподіл емоційної та побутової праці в сім’ї через концепцію «економіки вдячності» (economy of gratitude). Вона ставить питання: хто кому вдячний — і за що саме? Ці емоційні баланси вдячності формують основу сприйняття справедливості в парі, впливаючи на стосунки партнерів і їхнє емоційне благополуччя.
У книзі «Часовий зв'язок» (The Time Bind, ⁣ 1997) Гохшильд досліджує досвід працюючих батьків у великій корпорації зі списку Fortune 500. Вона фіксує парадокс: більшість її респондентів стверджували, що «родина — понад усе». Однак, коли вона питала: «Де ви отримуєте підтримку, коли вона вам потрібна?» або «Де ви відчуваєте найбільше визнання?», значна частина опитаних — приблизно 20% — відповідала: «на роботі». Робота, таким чином, починала виконувати роль «теплого» простору підтримки, тоді як сім’я набувала рис обтяжливої відповідальності. Гохшильд стверджує: «Сім’я стає схожою на роботу, а робота набуває атмосфери сім’ї» — це ще один приклад інверсії емоційних очікувань і сфер застосування емоційної праці.
У своєму інтерв’ю для «Журналу споживчої культури» (Journal of Consumer Culture) дослідниця зазначає, що капіталізм відіграє важливу роль у формуванні «уявного "я"» людини — того, якою вона уявляє себе могла б бути, якби лише мала час. Ця уявна версія себе постійно відкладається у майбутнє, що формує хронічне емоційне незадоволення сучасної людини.

### Теорія роз'єднання
У своїй першій науковій роботі Гохшильд критикувала теорію деангажованості старіння (disengagement theory), відповідно до якої літня людина неминуче переживає соціальну смерть — поступове відсторонення від суспільства — ще до фізичної смерті. У своїй докторській дисертації, яку згодом було опубліковано під назвою «Несподівана спільнота» (The Unexpected Community, 1973), вона вивчала житловий проєкт для малозабезпечених літніх людей і виявила, що попри матеріальну нестачу, мешканці творили жваву культуру взаємної підтримки. Вони зберігали активну соціальну взаємодію до кінця життя. Як зазначає Гохшильд, «вони помирали у чоботях», тобто залишаючись включеними у спільноту
Вона стверджує, що у світі існує безліч варіантів того, як суспільства уявляють ідеали старіння, яких правил почуттів вони дотримуються щодо пізніх етапів життя, а також — як вони переживають смерть. Старіння та смерть — так само культурно опосередковані досвіди, як і любов чи гнів.

## Почесні звання
Гохшильд є лауреаткою численних міжнародних відзнак. Вона отримала почесні ступені Гарвардського університету (2021), Лозаннського університету (Швейцарія, 2018), Вестмінстерського коледжу (Пенсільванія, 2018), Університету Маунт-Сент-Вінсент (Канада, 2013), Лапландського університету (Фінляндія, 2012), Ольборзького університету (Данія, 2004), Університету Осло (Норвегія, 2000) та Свортмор-коледжу (1993) Вона також стала лауреаткою медалі Улісса від Університетського коледжу Дубліна (Ірландія, 2015) і медалі Гельмгольца від Берлінсько-Бранденбурзької академії наук і гуманітарних наук (2024). У 2022 році Гохшильд було введено до Зали слави Каліфорнії (California Hall of Fame).

### Книги
- Hochschild, Arlie Russell (1973). The unexpected community. Prentice-Hall. ISBN 978-0-13-936385-6.
- The Managed Heart: Commercialization of Human Feeling. University of California Press. 1983. ISBN 978-0-520-05454-7.
- The Second Shift: Working Families and the Revolution at Home. Viking. 1989. ISBN 978-0-670-82463-2.
- The Time Bind: When Work Becomes Home and Home Becomes Work. Metropolitan Books. 1997. ISBN 978-0-8050-4471-3.
- The Commercialization of Intimate Life: Notes from Home and Work. University of California Press. 2003. ISBN 978-0-520-21488-0.
- Hochschild, ред. (2003). Global Woman: Nannies, Maids, and Sex Workers in the New Economy. Metropolitan Books. ISBN 978-0-8050-7509-0.
- The Outsourced Self: Intimate Life in Market Times. Metropolitan Books. 2012. ISBN 978-0-8050-8889-2.
- So How's the Family? and Other Essays. University of California Press. 2013. ISBN 978-0-520-27228-6.
- Hochschild, Arlie Russell; Tronto, Joan; Gilligan, Carol (2013). Contre l'Indifférence Des Privilégiés: à Quoi Sert le Care (French) . Paris: Payot. ISBN 978-2-228-90877-1.
- Strangers in Their Own Land: Anger and Mourning on the American Right. The New Press. 2016. ISBN 978-1-62097-225-0.
- Hochschild, Arlie (15 липня 2016). Coleen - The Question Girl. Blurb. ISBN 978-1-367-45897-0.
- Coleen the Question Girl. London, UK: Invisible Spaces of Parenthood. 2016. ISBN 978-1-367-45897-0. OCLC 1090643724.
- Stolen Pride: Loss, Shame, and the Rise of the Right. The New Press. 2024. ISBN 978-1-62097-646-3. [40][41][42]

## Додаткова інформація
- Greco, Monica, Carmen Leccardi, Roberta Sassatelli and Arlie Hochschild. "Roundtable on and with A. R. Hochschild, Rassegna Italiana di Sociologia," October/December 2014, pp. 819–840.
- Mazzarela, Marete. 2014. "How to Turn Emotions into Capital," Svenska Dagbladet (February 27).
- Smith, Stephen. 2014. "Arlie Russell Hochschild: Spacious Sociologies of Emotion," Oxford Handbook of Sociology, Social Theory, and Organization Studies: Contemporary Currents, (edited by Paul Adler, Paul du Gay, Glenn Morgan and Mike Reed).
- Introduction by A. Grandey, in Emotional Labor in the 21st Century: Diverse Perspectives on Emotion Regulation at Work (2013) by Grandey, A., Diefendorff, J.A., & Rupp, D. (Eds.). New York, NY: Psychology Press/Routledge.
- Kimmel, Sherri. 2013. "A Playful Spirit," Swarthmore College Bulletin, April, A Playful Spirit – Swarthmore College Bulletin.
- Koch, Gertraud, & Stephanie Everke Buchanan (eds). 2013. Pathways to Empathy: New Studies on Commodification, Emotional Labor and Time Binds. Campus Verlag-Arbeit und Alltag, University of Chicago Press. (The book is based on papers given at an "International Workshop in Honour of Arlie Russell Hochschild," Zeppelin University, Friedrichshafen, Germany (November 12–13, 2011).)
- Garey, Anita Ilta and Karen V. Hansen. 2011. "Introduction: An Eye on Emotion in the Study of Families and Work." pp. 1–14 in At the Heart of Work and Family: Engaging the Ideas of Arlie Hochschild, edited by Anita Ilta Garey and Karen V. Hansen. New Brunswick: NJ.
- Wharton, Amy S. 2011. "The Sociology of Arlie Hochschild", Work and Occupations, 38(4), pp. 459–464.
- Alis, David. 2009. "Travail Emotionnel, Dissonance Emotionnelle, et Contrefaçon De I'Intimité: Vingt-Cinq Ans Après La Publication de Managed Heart d'Arlie R. Hochschild." in Politiques de L'Intime, edited by I. Berrebi-Hoffmann. Paris, France: Editions La Decouverte.
- Sakiyama, Haruo. 2008. "Theoretical Contribution of Arlie Hochschild" (in Japanese). In Japanese Handbook of Sociology, edited by S. Inoue and K. Ito. Kyoto, Japan: Sekai-Shiso-Sya
- Farganis, James. 2007. Readings in Social Theory: The Classic Tradition to Post-Modernism. Boston, MA: McGraw-Hill.
- Wilson, N. H., & Lande, B. J. 2005. Feeling Capitalism: A Conversation with Arlie Hochschild. Sage Publications, Ltd.
- Skucinska, Anna. 2002. "Nowe Obszary Utowardowienia" (in Czech).
- Adams, Bert N. and R.A. Sydie. 2001. Sociological Theory. Thousand Oaks, CA: Pine Forge Press.
- Hanninen, Vilma, Jukka Partanen, and Oili-Helena Ylijoki, eds. 2001. Sosiaalipsykologian Suunnannäyttäjiä. Tampere, Finland: Vastapaino.
- Smith, Stephen Lloyd. 1999. "Arlie Hochschild: Soft-spoken Conservationist of Emotions: Review and Assessment of Arlie Hochschild's work," in Soundings, Issue 11 – Emotional Labour, Spring 1999, pp. 120–127.
- Williams, Simon J. 1998. Chapter 18. pp. 240–251 in Key Sociological Thinkers, edited by R. Stones. New York: New York University Press.

## Зовнішні посилання
- Сторінка Арлі Рассела Хочшильда на сайті Каліфорнійського університету в Берклі
- Біографія в контексті
- Аутсорсинг життя (NYTimes.com: 5 травня 2012 р.)
- Ключові педагогічні мислителі
- Емоційна праця по всьому світу: інтерв'ю з Арлі Хочшильд
- Що мотивує прихильників Трампа? Соціолог Арлі Рассел Хочшильд про гнів і жалобу правих
- Арлі Рассел Хочшильд про «Чужинці на власній землі: гнів і жалоба в Америці», частина 2
- «Будинки на Доріанс-Пат розташовані у зоні високого ризику. Чому вони так дорого коштують?» ( The New York Times, 4 вересня 2019 р.)
- «Як знищується білий робітничий клас» ( The New York Times, 17 березня 2020 р.)
- Коли пандемія вражає американців, які вже страждають ( The New York Times, 20 березня 2020 р.)